# ヴェロリアン松山
ヴェロリアン松山（ヴェロリアンまつやま）は、愛媛県松山市を拠点とする自転車ロードレースチームである。株式会社サイクルドリームプラスが運営。
しまなみ海道やヒルクライムを楽しめる石鎚山など、愛媛県内にはサイクリングの環境が整っているが、「松山にプロのサイクルチームがないのはもったいない」自転車で地域活性化を図ろうと、リサイクル業を営む金城社長が2023年2月、県内の4企業で共同出資して運営会社サイクルドリームプラスを設立した。4月11日に道後温泉本館にて金城社長が記者会見し、チーム名称「ヴェロリアン松山」やロゴマークを発表した。
2023年4月に発足し、チーム名はフランス語で自転車の「Vello」と絆「lien」を組み合わせた造語。自転車を通じて地域との結び付きを強め、チームワークを大切にしたいという思いを込めた。
発足時はJCL（ジャパンサイクルリーグ）参戦を予定していたが、2024年シーズンよりJプロツアーへ参戦。UCI（国際自転車競技連合）レースにも参加できるよう登録申請中で、将来的には海外遠征も視野に入れる。初代監督兼ゼネラルマネージャーは清水裕輔が就任。同シーズンの選手陣はベテラン選手3名、中堅選手3名、若手選手6名の構成とし、うち1名は、2023年をもって宇都宮ブリッツェンを退団する阿部嵩之であると監督発表と同時に公表。

## 歴史
- 2023年
  - 10月17日 初代監督発表会見[3]
  - 10月下旬より2人目として鈴木譲[4]、3人目の小坂光[5]、4人目の堀孝明[6]の加入が数日毎に公表。
  - 12月6日 5人目・6人目として、さいたま那須サンブレイブの桂慶浩[7]と新開隆人[8]を公表。
- 2024年
  - 1月9日 松山市内で2024年シーズン全選手発表会見を行う。初代キャプテンには鈴木譲が就任[9]。
  - 7月27日 Jプロツアー第11戦山陽建設佐木島ロードレースにて8位の阿部嵩之が周回賞、敢闘賞を獲得しチームとして初の表彰台にあがる[10]。
  - 9月4日 日野泰静の加入を公表[11]。

## チーム陣容
- 監督兼GM：清水裕輔

| 選手名     | 生年月日       | 国籍 | 2023年の所属チーム               |
| ---------- | -------------- | ---- | -------------------------------- |
| 鈴木譲     | 1985年11月6日  | 日本 | 愛三工業レーシングチーム         |
| 阿部嵩之   | 1986年6月12日  | 日本 | 宇都宮ブリッツェン               |
| 小坂光     | 1988年10月21日 | 日本 | 宇都宮ブリッツェン               |
| 堀孝明     | 1992年7月1日   | 日本 | 宇都宮ブリッツェン               |
| 桂慶浩     | 1995年11月7日  | 日本 | さいたま那須サンブレイブ         |
| 新開隆人   | 2000年7月14日  | 日本 | さいたま那須サンブレイブ         |
| 日野泰静   | 2000年8月27日  | 日本 |                                  |
| 森海翔     | 2001年11月14日 | 日本 | チームルッピ                     |
| 吉田晴登   | 2002年12月25日 | 日本 | 徳島大学在学中                   |
| 村上裕二郎 | 2003年3月7日   | 日本 | レバンテフジ静岡、明治大学在学中 |
| 森本凛太郎 | 2003年7月19日  | 日本 | 日本大学在学中                   |